# Weiherberg

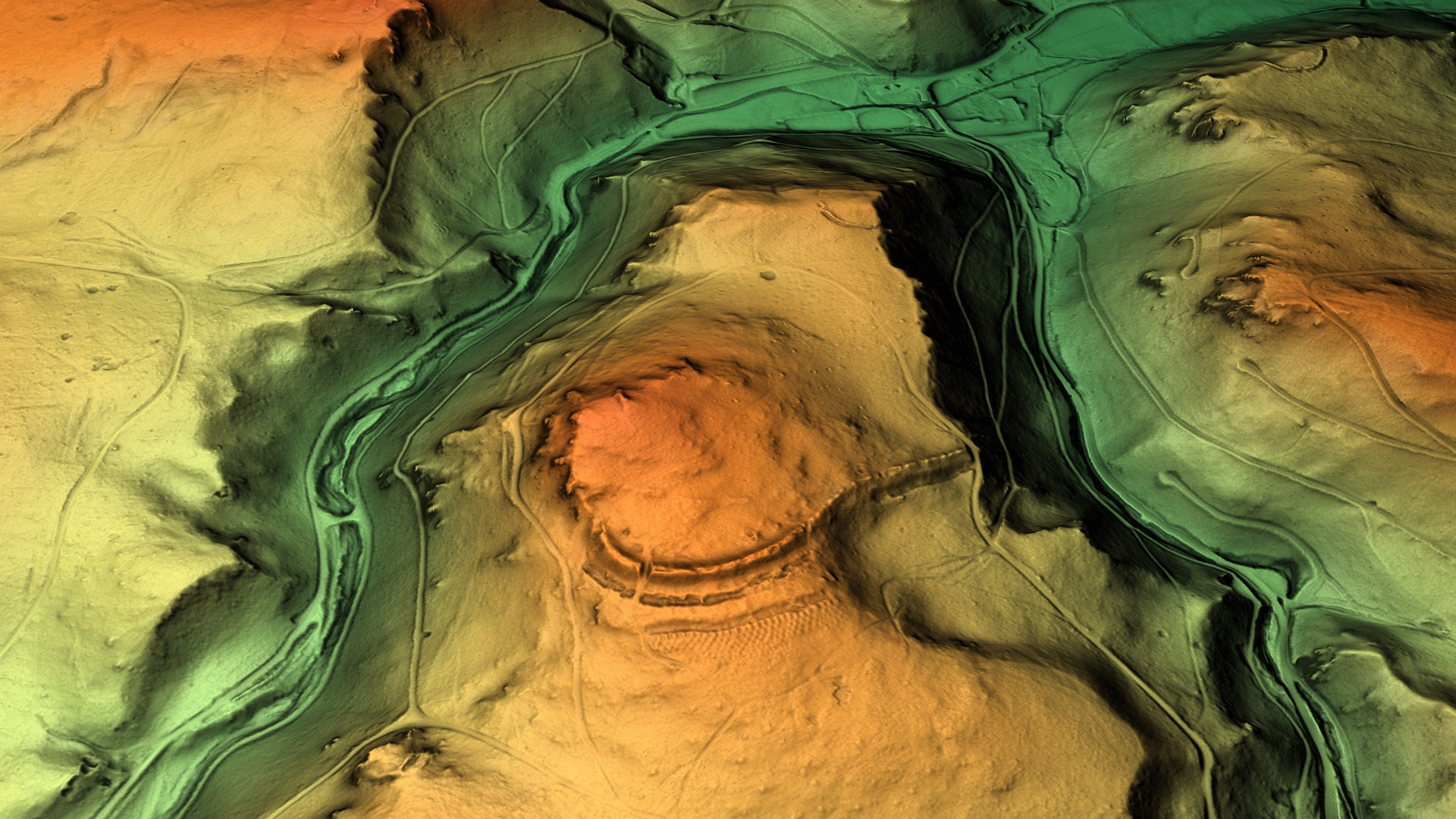
3D-Ansicht des digitalen Geländemodells

Der Weiherberg ist ein aus Kalkstein aufgebauter und 600,3 m ü. NHN hoher Bergrücken bei Christgarten, der das Kartäusertal (Karthäusertal) bis zu 110 m überragt und dieses nach Westen hin abschließt. Er befindet sich im Gemeindegebiet von Ederheim im bayerischen Landkreis Donau-Ries. Der Bergrücken weist vorgeschichtliche und mittelalterliche Befestigungen auf.

## Geographie

### Lage
Der Weiherberg liegt im Nordostauslauf der Schwäbischen Alb – 8,5 km südsüdwestlich von Nördlingen und etwa 3,5 km südlich des Ederheimer Kernorts. Unmittelbar nordnordöstlich befindet sich die Ortschaft Christgarten sowie das ehemalige Kloster Christgarten. Der Bergrücken wird an seinem West- und Ostfuß von zwei Gewässern passiert, die sich unmittelbar nordnordöstlich von ihm im Kartäusertal zum Eger-Zufluss Forellenbach vereinigen. Der Bergrücken überragt den Talgrund in West und Ost um jeweils etwa 90 m, einen rückwärtigen Sattel um etwa 15 m. Der nördliche Teil des Berges ist der Taubenstein.
Auf dem Weiherberg befindet sich die Hirschlache, ein etwa 10 m im Durchmesser großer Tümpel, und ein privates Wildgehege, das frei zugänglich ist. Auf ihm liegen Teile des Landschaftsschutzgebiets Karthäusertal (CDDA-Nr. 395917; 1987 ausgewiesen; 8,8421 km² groß).

### Naturräumliche Zuordnung
Der Weiherberg gehört in der naturräumlichen Haupteinheitengruppe Schwäbische Alb (Nr. 09), in der Haupteinheit Riesalb (098) und in der Untereinheit Nördliche Riesalb (098.0) zum Naturraum Hohe Riesalb (098.00). Die Landschaft leitet nach Süden in den Naturraum Kesselbachmulde (098.01) und nach Westen in den zur Haupteinheit Albuch und Härtsfeld (096) und dessen Untereinheit Härtsfeld (096.3) zählenden Naturraum Nordöstliches Härtsfeld (096.33) über.

## Geländedenkmäler und archäologische Befunde

### Abschnittsbefestigung
Der Weiherberg weist im Süden eine gut erkenntliche etwa 430 m lange, bogenförmig dem Gelände angepasste West-Ost ausgerichtete Abschnittsbefestigung auf. Sie besteht aus einem heute noch bis zu 3,5 m hohem Wall und zwei vorgelagerten Gräben, die jedoch nicht auf voller Länge nachweisbar sind. Diesen sind wiederum in rechtem Winkel dazu angeordnet längliche Gruben bzw. Gräbchen vorgelagert, die als Annäherungshindernisse gedeutet werden. Der Wall ist für die Anlage von Wegen modern an mindestens drei Stellen durchbrochen worden. Der ehemalige Eingang in die Anlage liegt vermutlich an der westlichen Hangkante, angelehnt an Felsen. Die abgeschlossene Fläche umfasst etwa 14 ha.
An der Ost-, West- und Nordkante des Plateaus fällt der Bergrücken, teils mit felsigen Steilhängen, steil ab. Ob dennoch eine den gesamten Bergrücken umlaufende Randbefestigung existierte ist noch nicht festgestellt. Ernst Frickhinger stellte bei Wallschnitten durch den Abschnittswall 1937 eine zweiphasige Trockenmauer fest, angeblich jeweils Pfostenschlitzmauern, die er in die Urnenfelder- und Latènezeit datierte. Es liegen keine konkreten Hinweise dafür vor, dass der Abschnittswall eine ungarnzeitliche Phase aufweist, wenngleich die ihm vorgelagerten Annäherungshindernisse als typisch für diese Zeit gelten.
Aus den im BayernAtlas zur Verfügung stehenden Reliefdaten ist heute ersichtlich, dass die „Abschnittsbefestigung“ eine Ringwallanlage ist. Im Norden und Westen ist der Ringwall nur noch schwach ausgebildet; im Süden als Abschnittsbefestigung noch deutlich sichtbar. Nach Osten diente wohl die Abbruchkante zum Talgrund Richtung Mühlberg als Sicherung. Dem verstärkten Wallbereich im Süden sind südöstlich einer und südlich zwei breite, heute kaum noch sichtbare Gräben vorgelagert. Gleichzeitig ist im Innern der Anlage ein möglicherweise älterer, den südlichen Abschnitt verkürzender Wallbereich sichtbar. Die Felskanten im Westen ausnutzend liegt dem verschliffenen Ringwall hier ein noch ebenso verschliffener Abschnittswall mit Grabenresten vor.
Im Nordosten der Anlage ist ein späterer, noch 2/3 sichtbarer, leicht ovaler, etwa 130 m langer Ringgraben zu erkennen, der vermutlich jüngeren frühmittelalterlichen Datums ist, da er die Ringwallanlage nördlich durchschneidet. Etwa 230 m außerhalb und südwestlich des südlichen Wallbereiches ist noch eine weitere kleinere ähnliche Anlage sichtbar. Dies ist wohl erstere nachgenannte „Schanze“.

### Mittelalterliche Schanze
Die kleine Verschanzung an der Nordostkante des Bergplateaus wird als Burgstelle (Birg) karolingischer Zeitstellung angesehen, eine ganz ähnliche Anlage liegt 570 m von nördlichen Ringwall entfernt nordöstlich auf dem Mühlberg und 470 m nordnordöstlich des Ringwalles liegen die Überreste der Burg Rauhaus auf der gegenüberliegenden Bergseite von Christgarten.

### Bronzezeitlicher Brandopferplatz
Frickhinger konnte bei Ausgrabungen innerhalb der durch den Abschnittswall eingefassten Fläche außerdem ein dichtes Schichtpaket aus verbrannten Tierknochen und Keramikscherben feststellen, das den Platz als spätbronzezeitlichen Brandopferplatz ausweist.